# 佩尔维尔
佩尔维尔（法語：Perville，法語發音：[pɛʁvil]）是法国奧克西塔尼大區塔恩-加龙省的一个市镇，属于卡斯泰尔萨拉桑区。

## 地理
佩尔维尔（44°10'49"N, 0°52'47"E）面积9.27 平方千米，位于法国奧克西塔尼大區塔恩-加龙省，该省份为法国西南部内陆省份，北起顺时针与洛特省、阿韦龙省、塔恩省、上加龙省、热尔省和洛特-加龙省接壤。
与佩尔维尔接壤的市镇（或旧市镇、城区）包括：格赖萨、皮米罗勒、圣莫兰、圣于尔西斯、泰拉克、卡斯泰尔萨格拉、加斯克、蒙茹瓦。
佩尔维尔的时区为UTC+01:00、UTC+02:00（夏令时）。

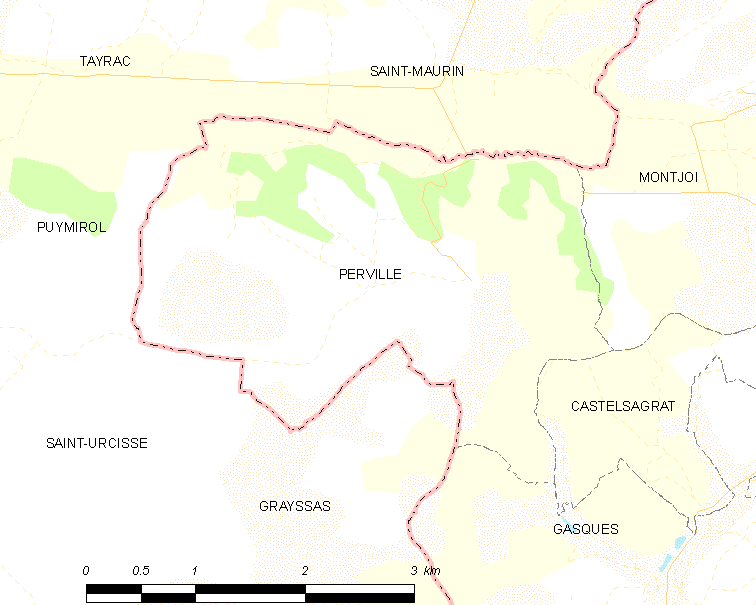
佩尔维尔的OSM定位图

## 行政
佩尔维尔的邮政编码为82400，INSEE市镇编码为82138。

## 政治
佩尔维尔所属的省级选区为瓦朗斯县。

## 人口

1962-2008年间佩尔维尔人口变化图示

佩尔维尔于2022年1月1日时的人口数量为169人。